# 2024年のNBAオールスターゲーム
2024年のNBAオールスターゲームは、2024年2月18日にインディアナ州インディアナポリスのバンカーズ・ライフ・フィールドハウスで開催されたNBAのオールスターゲームである。2021年2月にインディアナポリスで開催される予定だったが新型コロナウイルスの影響で中止されていた。インディアナポリスがオールスターゲームを主催するのはこれが2度目となり、市内で最後に開催されたのは1985年のRCAドームだった。2017年以来、7年ぶりにイースタン・カンファレンス対ウェスタン・カンファレンスの対戦方式が復活した。

## オールスターゲーム

### フォーマットの変更
2018年以降、両カンファレンスで最多得票の選手2人が、カンファレンスに関係なくドラフトで選手を指名して結成したチームが対戦するという方式であったが、2023年10月25日にコミッショナーのアダム・シルバーがこれを廃止し、従来通りのイースタン・カンファレンス対ウェスタン・カンファレンスの対戦方式に戻すことを発表した。同時に、第3Q終了時点でリードしている方のチームの得点に「24」を加算し、第4Qはどちらかがその得点に到達するまで試合が続くエラム・エンディングも廃止された。一方で募金活動は維持され、各Qで得点が多かった方のチームが賞金を獲得し、それが慈善団体へ寄付される。

### コーチ
イースタン・カンファレンスのヘッドコーチには、2月3日にミルウォーキー・バックスのヘッドコーチに就任したばかりのドック・リバースが選出された。ボストン・セルティックスはリーグ最高勝率を記録していたが、ヘッドコーチのジョー・マズーラは昨年のオールスターゲームでヘッドコーチを務めており、2年連続でヘッドコーチを務めることができないというルールにより選出資格がなかった。
ウェスタン・カンファレンスのヘッドコーチには、ミネソタ・ティンバーウルブズのクリス・フィンチが選出された。

### 選出選手
ロサンゼルス・レイカーズのレブロン・ジェームズは、カリーム・アブドゥル＝ジャバーを抜きNBA史上最多となる20回目の選出となった。
| Pos                                                       | 選手                     | チーム                         | 選出回数   |
| スターター                                                | スターター               | スターター                     | スターター |
| --------------------------------------------------------- | ------------------------ | ------------------------------ | ---------- |
| G                                                         | タイリース・ハリバートン | インディアナ・ペイサーズ       | 2          |
| G                                                         | デイミアン・リラード     | ミルウォーキー・バックス       | 8          |
| F                                                         | ヤニス・アデトクンボ     | ミルウォーキー・バックス       | 8          |
| F                                                         | ジェイソン・テイタム     | ボストン・セルティックス       | 5          |
| C                                                         | ジョエル・エンビードINJ1 | フィラデルフィア・76ers        | 7          |
| リザーブ                                                  |                          |                                |            |
| G                                                         | ジェイレン・ブランソン   | ニューヨーク・ニックス         | 1          |
| G                                                         | タイリース・マクシー     | フィラデルフィア・76ers        | 1          |
| G                                                         | ドノバン・ミッチェル     | クリーブランド・キャバリアーズ | 5          |
| F                                                         | ジェイレン・ブラウン     | ボストン・セルティックス       | 3          |
| F                                                         | パオロ・バンケロ         | オーランド・マジック           | 1          |
| F                                                         | ジュリアス・ランドルINJ2 | ニューヨーク・ニックス         | 3          |
| C                                                         | バム・アデバヨ           | マイアミ・ヒート               | 3          |
| G                                                         | トレイ・ヤングREP1       | アトランタ・ホークス           | 3          |
| F                                                         | スコッティ・バーンズREP2 | トロント・ラプターズ           | 1          |
| ヘッドコーチ: ドック・リバース (ミルウォーキー・バックス) |                          |                                |            |

| Pos                                                           | 選手                               | チーム                           | 選出回数   |
| スターター                                                    | スターター                         | スターター                       | スターター |
| ------------------------------------------------------------- | ---------------------------------- | -------------------------------- | ---------- |
| G                                                             | ルカ・ドンチッチ                   | ダラス・マーベリックス           | 5          |
| G                                                             | シェイ・ギルジャス＝アレクサンダー | オクラホマシティ・サンダー       | 2          |
| F                                                             | ケビン・デュラント                 | フェニックス・サンズ             | 14         |
| F                                                             | レブロン・ジェームズ               | ロサンゼルス・レイカーズ         | 20         |
| C                                                             | ニコラ・ヨキッチ                   | デンバー・ナゲッツ               | 6          |
|                                                               | リザーブ                           |                                  |            |
| G                                                             | デビン・ブッカー                   | フェニックス・サンズ             | 4          |
| G                                                             | ステフィン・カリー                 | ゴールデンステート・ウォリアーズ | 10         |
| G                                                             | アンソニー・エドワーズ             | ミネソタ・ティンバーウルブズ     | 2          |
| F                                                             | ポール・ジョージ                   | ロサンゼルス・クリッパーズ       | 9          |
| F                                                             | カワイ・レナード                   | ロサンゼルス・クリッパーズ       | 6          |
| F                                                             | カール＝アンソニー・タウンズ       | ミネソタ・ティンバーウルブズ     | 4          |
| C                                                             | アンソニー・デイビス               | ロサンゼルス・レイカーズ         | 9          |
| ヘッドコーチ: クリス・フィンチ (ミネソタ・ティンバーウルブズ) |                                    |                                  |            |

^INJ1 ジョエル・エンビードは膝の怪我により欠場

^INJ2 ジュリアス・ランドルは肩の怪我により欠場

^REP1 ジョエル・エンビードの代役としてトレイ・ヤングを選出

^REP2 ジュリアス・ランドルの代役としてスコッティ・バーンズを選出

## オールスターウィークエンド

### セレブリティゲーム
| 選手                                               | バックグラウンド     |
| -------------------------------------------------- | -------------------- |
| マイカ・パーソンズ                                 | NFL選手              |
| コナー・デイリー                                   | レーシングドライバー |
| クインシー・アイザイア                             | 俳優                 |
| ジョエル・ロイド                                   | WNBA選手             |
| カイ・シナット                                     | ストリーマー         |
| ディラン・ワン                                     | 俳優                 |
| リリー・シン                                       | 女優                 |
| サー                                               | 歌手                 |
| ウォーカー・ヘイズ                                 | 歌手                 |
| アヌエルAA                                         | 歌手                 |
| ヘッドコーチ: シャノン・シャープ (元NFL選手)       |                      |
| アシスタントコーチ: 50セント (ラッパー、俳優)      |                      |
| アシスタントコーチ: ペイトン・マニング (元NFL選手) |                      |

| 選手                                                       | バックグラウンド               |
| ---------------------------------------------------------- | ------------------------------ |
| ジェニファー・ハドソン                                     | 歌手、女優                     |
| メッタ・サンディフォード＝アーテスト                       | 元NBA選手                      |
| ジャック・ライアン                                         | ストリートボール選手           |
| AJ・マクリーン                                             | 歌手                           |
| C・J・ストラウド                                           | NFL選手                        |
| クワミ・オンワチ                                           | 料理人                         |
| ナターシャ・クラウド                                       | WNBA選手                       |
| アダム・ブラックストーン                                   | 歌手                           |
| ジャンマルコ・タンベリ                                     | オリンピック走高跳金メダリスト |
| ヘッドコーチ: スティーブン・A・スミス (スポーツ番組司会者) |                                |
| アシスタントコーチ リル・ウェイン (ラッパー)               |                                |
| アシスタントコーチ エイジャ・ウィルソン (WNBA選手)         |                                |

### Stephen vs. Sabrina
スリーポイントシュートコンテストの後に、ステフィン・カリーと、2023年のWNBAオールスターゲームのスリーポイントシュートコンテスト優勝者であるサブリナ・イオネスク（en:Sabrina Ionescu）による3ポイントシュート対決が行われた。対決はNBAのスリーポイントラインを使用し、スリーポイントシュートコンテストと同じルールで行われ、先攻のイオネスクが26ポイント、後攻のカリーが29ポイントを記録し、カリーの勝利となった。イオネスクの記録した26ポイントは、直前のスリーポイントシュートコンテストで優勝したデイミアン・リラードと同ポイントであった。